# 地狱为何恶劣
《地狱为何恶劣（日语：地獄でなぜ悪い Why don’t you play in hell?）》是2013年由园子温导演、编剧并拍摄的一部影片。
这部电影来源于园子温15年前编写的一部剧本，在采访中，园子温提到这部电影与昆汀·塔伦蒂诺的《杀死比尔》有很多相似点。

## 情节
为了保护老公，黑帮组长武藤大三（国村隼 饰演）的妻子静江（友近 饰演）被迫入狱服刑，而转眼十年过去，静江即将出狱，武藤却仍愁眉不展。因为静江有一个心愿，就是让女儿美津子（二阶堂富美 饰演）出演一部电影，然而美津子不务正业，终日游手好闲。为了帮妻子圆梦，武藤不惜与宿敌池上（堤真一 饰演）停火，帮助女儿拍摄电影。
电影狂热爱好者平田（长谷川博己 饰演）和无辜被卷入的路人甲桥本（星野源 饰演）究竟将如何拍摄这部交杂着血泪恩怨的cult大片？

## 演员表
- 武藤大三：国村隼
- 武藤美津子：（成年）二阶堂富美 /（10岁）原菜乃华
- 池上纯：堤真一
- 武藤静江：友近
- 平田纯：（成年）长谷川博己（現在）/ （高校时代）中山龙也
- 桥本公次：（成年）星野源 /（高校时代）伊藤凌
- 摄影师谷川：（成年）春木美香 / （高校时代）青木美香
- 摄影师御木：（成年）石井勇气 / （高校时代）小川光树
- 佐佐木锐：（成年）坂口拓 /（高校时代）中田晴大
- 木村警官：渡辺哲
- 田中警官：尾上宽之
- オマワリ：水道桥博士
- 鈴木刚：山中新田
- 松野拓行：市オオミヤ
- 真田龍太：本城丸裕
- 正造：菊池英之
- 秀树：仁村俊祐
- 吉田国广：土平ドンペイ
- 大月麻友：古藤ロレナ
- Rock：桥本まつり
- Sach：皆川尚義
- 正太：清水智史
- 千叶义记：山本亨
- 小室哲夫：野中隆光
- 饭塚信弘：中泉英雄
- 住田：诹访太朗
- 打手：北村昭博
- 夕暮太郎：兜玉拓郎
- 増田：板尾创路
- 佐藤：裴明
- 纸片木下：石丸谦二郎
- 店主：绪方义博
- 放映员小野：ミッキー・カーチス
- MOGIRI的大谷：江波杏子
- 吉村みつお：永冈佑
- 淳子：神乐坂惠
- 亚子：岩井志麻子
- 池上的女儿：Tsugumi
- 芳子：成海璃子
- Master：深水元基
- 女招待：朴本早纪子

## 外部連結
- 互联网电影数据库（IMDb）上《地狱为何恶劣》的资料（英文）
- 爛番茄上《地狱为何恶劣》的資料（英文）
- 豆瓣电影上《地狱为何恶劣》的資料 （简体中文）